# Plains Music
Plains Music (с англ. — «Музыка равнин») — единственный студийный альбом группы Manfred Mann’s Plain Music, созданной британским музыкантом Манфредом Манном после того, как в конце 1980-х он распустил свою группу Manfred Mann’s Earth Band (MMEB). Несмотря на то, что этот альбом не является работой Manfred Mann’s Earth Band, его часто включают в дискографию этой группы (не в последнюю очередь потому, что вокалист Ноэль Маккала затем вошёл в состав возрождённой MMEB).
Альбом основан на фольклорной музыке индейцев Великих равнин Северной Америки.
Альбом выпущен лейблом «Rhythm Safari» 17 августа 1991 года в США и лейблом «Kaz Records» в 1992 г. в Великобритании. Ремастирован и переиздан в 1998 году с добавлением трёх бонус-треков.

## Список композиций
сторона А
1. «Kiowa (Kiowa Wind Song)» (народная, аранж. Манфред Манн) — 3:16
2. «Medicine Song (Apache Medicine Song)» (народная, аранж. Манфред Манн и Энтони Мур) — 4:15
3. «Wounded Knee (Dakota Ghost Dance Song)» (народная, аранж. Манфред Манн) — 4:51
4. «Laguna (Laguna Corn Grinding Song)» (народная, аранж. Манфред Манн) — 4:56

сторона Б
1. «Sikelele I (Based on South African Xhosa Stick Fighting Song)» (Манфред Манн, Mike Heron) — 3:43
2. «Hunting Bow» (народная, аранж. Манфред Манн) — 1:35
3. «Instrumedicine Song (As Medicine Song)» (народная, аранж. Манфред Манн) — 4:06
4. «Sikelele II (As Sikelele I)» (Манфред Манн) — 4:03
5. «Hunting Bow (Reprise) (Kiowa War Song)» (народная, аранж. Манфред Манн) — 2:40

Бонус-треки (на переиздании 1998 года)
1. «Salmon Fishing» (народная, аранж. Манфред Манн) — 4:02
2. «L.I.A.S.O.M.» (Michael Martin Murphey, Charles John Quarto) — 3:51
3. «Medicine Song» (re-mix) (народная, аранж. Манфред Манн и Энтони Мур) — 4:16

## Участники записи
- Манфред Манн — клавишные
- Ноэль Маккалла — вокал
- Барбара Томпсон — саксофоны
- Питер Склэйр — бас-гитара
- Иэн Герман — ударные, перкуссия

Приглашённые музыканты
- Smiler Makana — африканский охотничий рог
- Kelly Petlane — свисток
- Doren Thobeki — дополнительный вокал
- Walter Sanza — дополнительный вокал
- Chief Dawethi — дополнительный вокал